# ジョン・マクドネル
ジョン・マーティン・マクドネル（John Martin McDonnell, 1951年9月8日 - ）は、英国の政治家。労働党に所属する。

## 概説
マクドネルはバークベック・カレッジで修士号を取得後、1981年にグレーター・ロンドン・カウンシルの一員に選出された。
1997年に初めて英国下院の議員となった。マクドネルはトニー・ブレアの政策の多くに反対の立場であり、イラク戦争などの決議で造反している。労働党が与党だった時代にマクドネルの造反率は約25%であった。労働党が総選挙で敗北した2010年から2015年にかけてのマクドネルの造反率は4.4%となっている。
2015年、ジェレミー・コービンが労働党の代表となり、マクドネルは影の財務大臣に指名された。

## 主義
マクドネルは高所得層や大企業への減税停止を考えている。
教育は世代間での贈り物であり、コモディティーのように買われるものではないとし、高等教育の無償化を支持している。
経済政策についてまれにヤニス・ヴァルファキスと比較されるが、マクドネルはヴァルファキスほどではないと冗談混じりに述べる
。